# Berlandiera
Berlandiera é um género botânico pertencente à família Asteraceae. Também conhecidas como Olhos Verdes.

## Espécies
- Berlandiera lyrata
- Berlandiera monocephala
- Berlandiera pumila
- Berlandiera subacaulis
- Berlandiera texana